# Grigore IV Ghica
Grigore IV Ghica, död 1844, en rumänsk furste av från den albanska släkten Ghica. Han var bror till Mihai Ghica. Han utnämndes 1822 av Höga porten utan Rysslands bifall till hospodar i Valakiet, bekämpades av de ryssvänliga bojarerna och emigranterna och störtades vid de ryska truppernas intåg i landet 1828.